# フリチョフ・ナンセン
フリチョフ・ナンセン（Fridtjof Wedel-Jarlsberg Nansen 発音例、1861年10月10日 - 1930年5月13日）は、スウェーデン統治下および独立後のノルウェーの科学者、探検家、国際政治家。1893年から1896年にかけてフラム号による北極遠征を行ったことで有名。

## 経歴
クリスチャニア（現在のオスロ）で弁護士の子として生まれた。

### 科学者
クリスチャニア大学に進学し、動物学を専攻した。1885年には最初の航海の成果を纏めた寄生虫に関する研究を公表。1888年には神経系の研究で博士号を取得。イタリアへ赴き、カミッロ・ゴルジに師事し、ヌタウナギの神経系とグリア細胞の研究を行っている。このほかにも採水器など海洋調査に必要な器具の開発も行っている。

### 北極探検

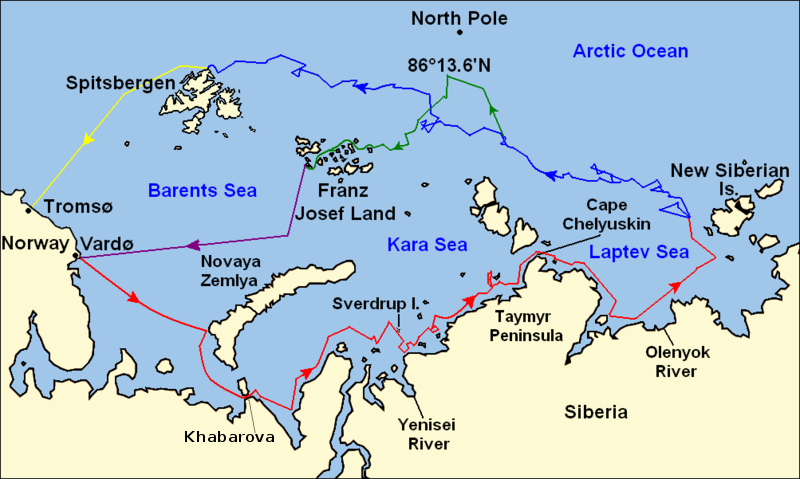
1893年～1896年の探検ルート

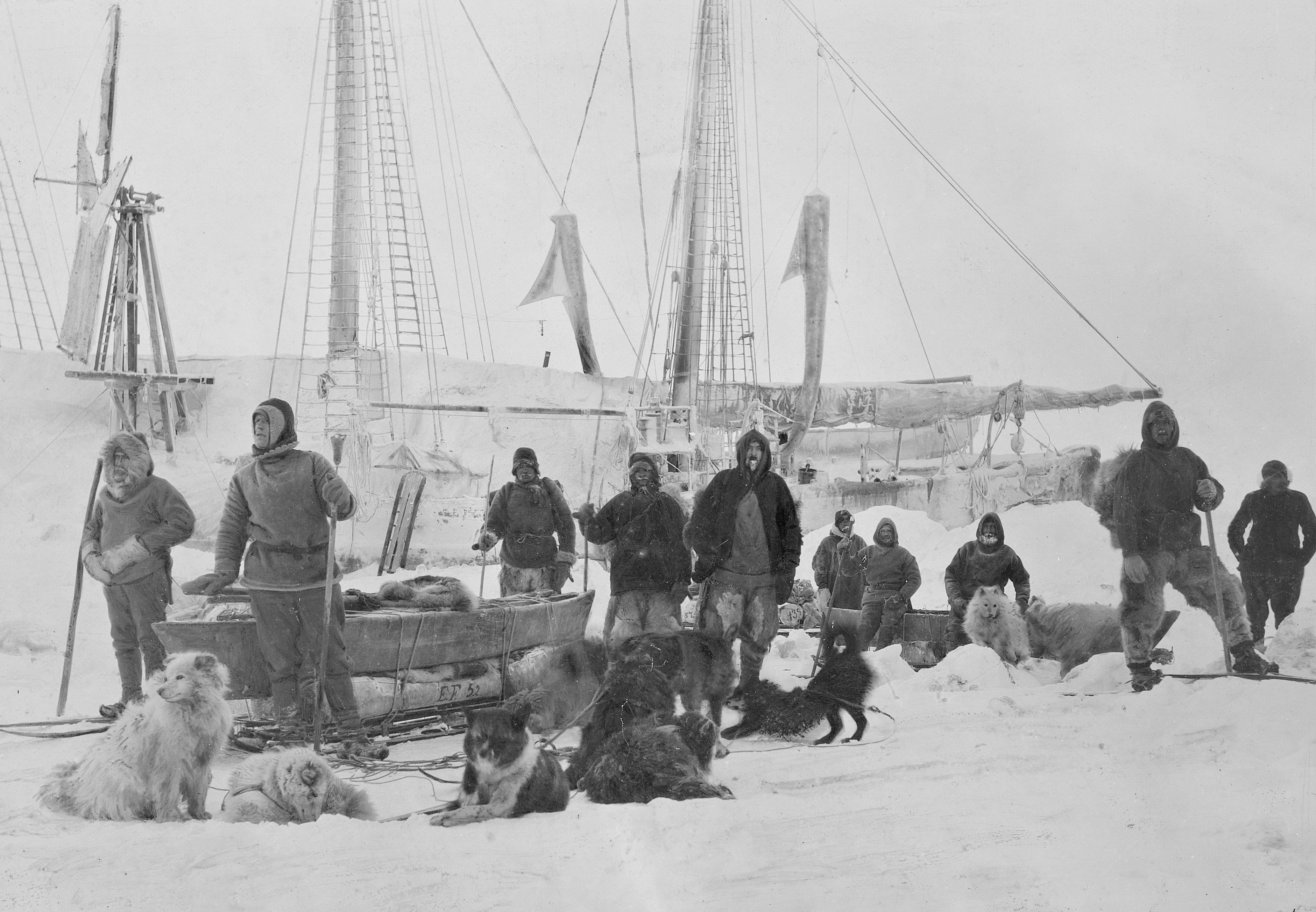
フラム号とナンセン（左から2人目）

1882年にはグリーンランド水域への最初の航海を行ない、1888年から翌年にかけてグリーンランド氷原のスキーによる横断に成功した。1891年にイギリスの王立地理学会から金メダル（パトロンズ・メダル）を受賞した。1893年には北極点遠征を行った。流氷に密閉されて漂流しながら極点に達するという計画で、特別に設計されたフラム号（後にロアール・アムンセンによって使用された、喫水線下が半円形に整形された船）に8年分の燃料と6年分の食糧を積み、12人の乗組員とともに同年6月24日にクリスチャニアを出港した。同年9月にフラム号は予定通り流氷群につかまり漂流を始めたが、ナンセンの考えたほど北極点に近づかなかった。フラム号がこのまま北極点に到達しないことは明白で、1895年3月にナンセンは士官のヤルマル・ヨハンセンを伴いスキーで極点を目指すこととした。しかし旅は難航し、4月8日に北緯86度14分の地点に到達したところで残りの食糧が僅かとなり、極点到達を断念した。彼らはゼムリャフランツァヨシファで越冬することになり、セイウチやホッキョクグマの肉を食べながら1896年の夏までその場に滞在し、雪解けとともに南下を開始、運良くイギリスの探検隊に出会い帰国した。ナンセンと同時期に北極探検を気球で行ったスウェーデンのサロモン・アウグスト・アンドレーは、ナンセン帰国の翌年、1897年に遭難死している。アンドレーら3人の隊員の死因は、ホッキョクグマの肉を生で食したことにより旋毛虫症に感染した結果、衰弱死したと発見された1930年に推測されているが、ナンセンらの場合、加熱調理していたために無事だった。

### 政治経歴
帰国後はクリスチャニア大学の動物学および海洋学の教授として科学調査や執筆活動を行った。1905年、分離独立派だったナンセンは、スウェーデン＝ノルウェーの連合を解消し独立を目指すクリスチャン・ミケルセン首相の要請でベルリンやロンドンへ派遣され、独立運動を支持するよう各国に働きかけた。対するスウェーデン側は、探検家スヴェン・ヘディンを担ぎ上げている。こうした経緯からナンセンは、政治家としての道を歩んでいく。1906年から1908年まで駐英ノルウェー大使としてロンドンで暮らした。第一次世界大戦後の1920年にはフィリップ・ノエル＝ベーカーの説得を受けて国際連盟の難民高等弁務官に就任し、ソ連政府との交渉、45万人以上の捕虜の交換帰国プロジェクトを成功させ、戦争難民のために「ナンセン・パスポート」と後に呼ばれた証明書を発行した（その他、ロシア飢饉 (1921年-1922年)での外国援助機関の全権代表を務める。ウクライナの大飢饉に苦しむウクライナ人をカナダに移住させる等）。1915年にはノルウェー防衛協会（Norges　forsvarsforening）の初代会長に就任し、1930年まで会長職を務めた。1922年に戦争難民の帰国および飢餓難民救済活動の功績が認められ、ノーベル平和賞を受賞した。彼の業績は国際連合難民高等弁務官事務所に継承され、彼は難民の父と呼ばれている。1925年、右翼組織「祖国」（Fedrelandslaget）の創設メンバーとして公の前で演説を行っている
国際連盟に強くかかわり、戦勝国以外の小国が国際連盟に入れたのは彼のおかげといわれている。
多くの業績を残した彼の肖像は、ノルウェーの紙幣（旧5、10クローネ）にも描かれていた。

## 関連文献
- フリチョフ・ナンゼンほか「わが人生観」吉野源三郎 訳（岩波新書 1940、1982）
- A. G. ホール「ナンセン傳」林要 訳（岩波新書 1942）
- フリッチョフ・ナンセン「フラム号漂流記」加納一郎 訳（筑摩書房 1960、1973）
  - 「極北　フラム号北極漂流記」教育社 1986、中公文庫 2002
- フリッチョフ・ナンセン「フラム号北極海横断記 : 北の果て」太田昌秀 訳（ニュートンプレス 1998）